# Tancrède Dumas
Tancrède Dumas (1830 – 1905) byl fotograf narozený v Itálii a aktivní na Blízkém východě. Vyučil se umění fotografie ve Florencii a vlastní fotografické studio si otevřel v Bejrútu v roce 1860. Byl aktivní především v období 1860 – 1890 a pracoval s technikou albuminového tisku.

## Galerie

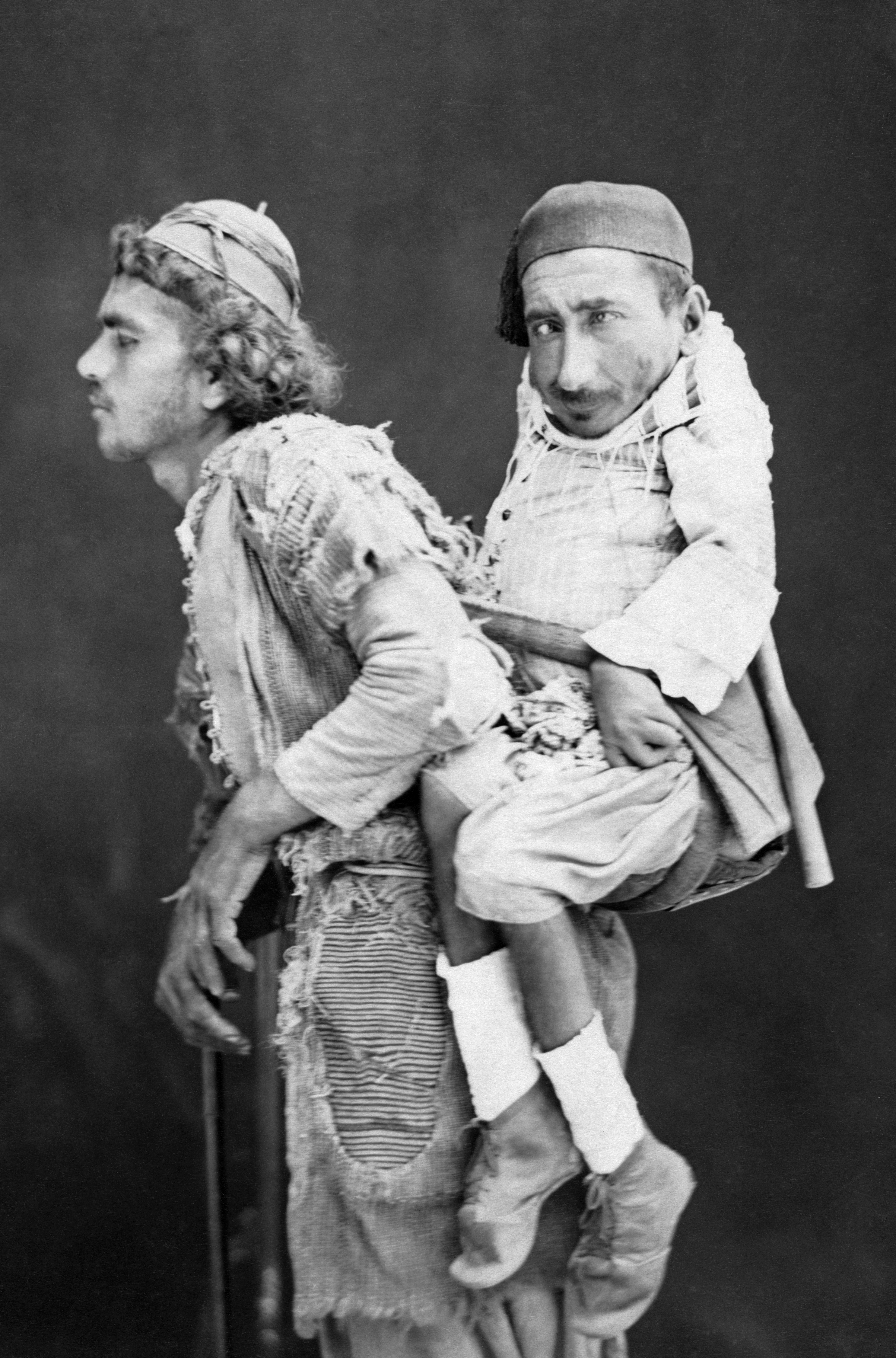
Slepec nese na zádech postiženého; Levanta, 1889
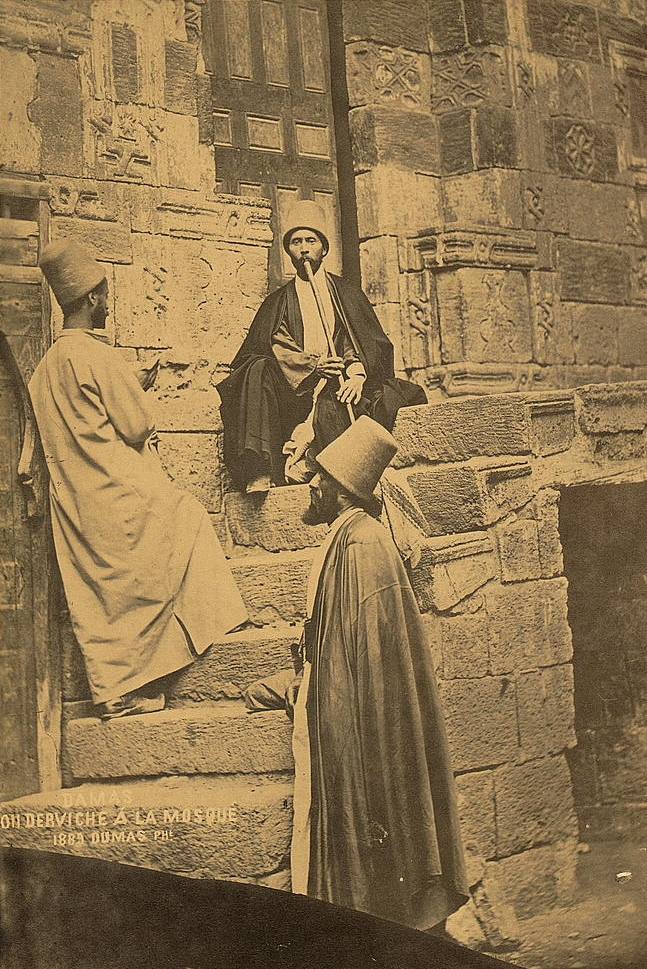
1889
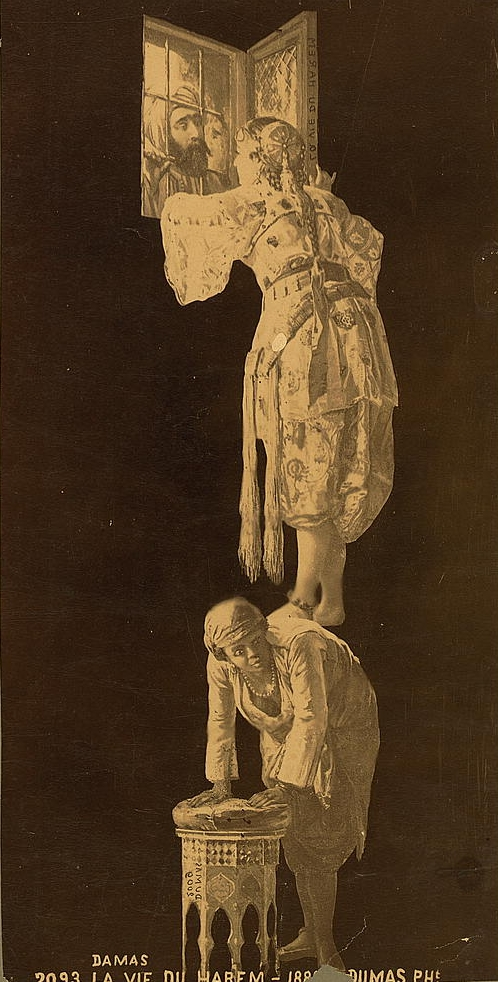
La vie du harem
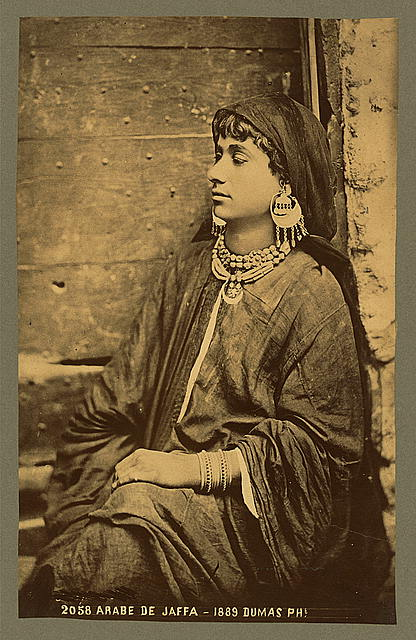
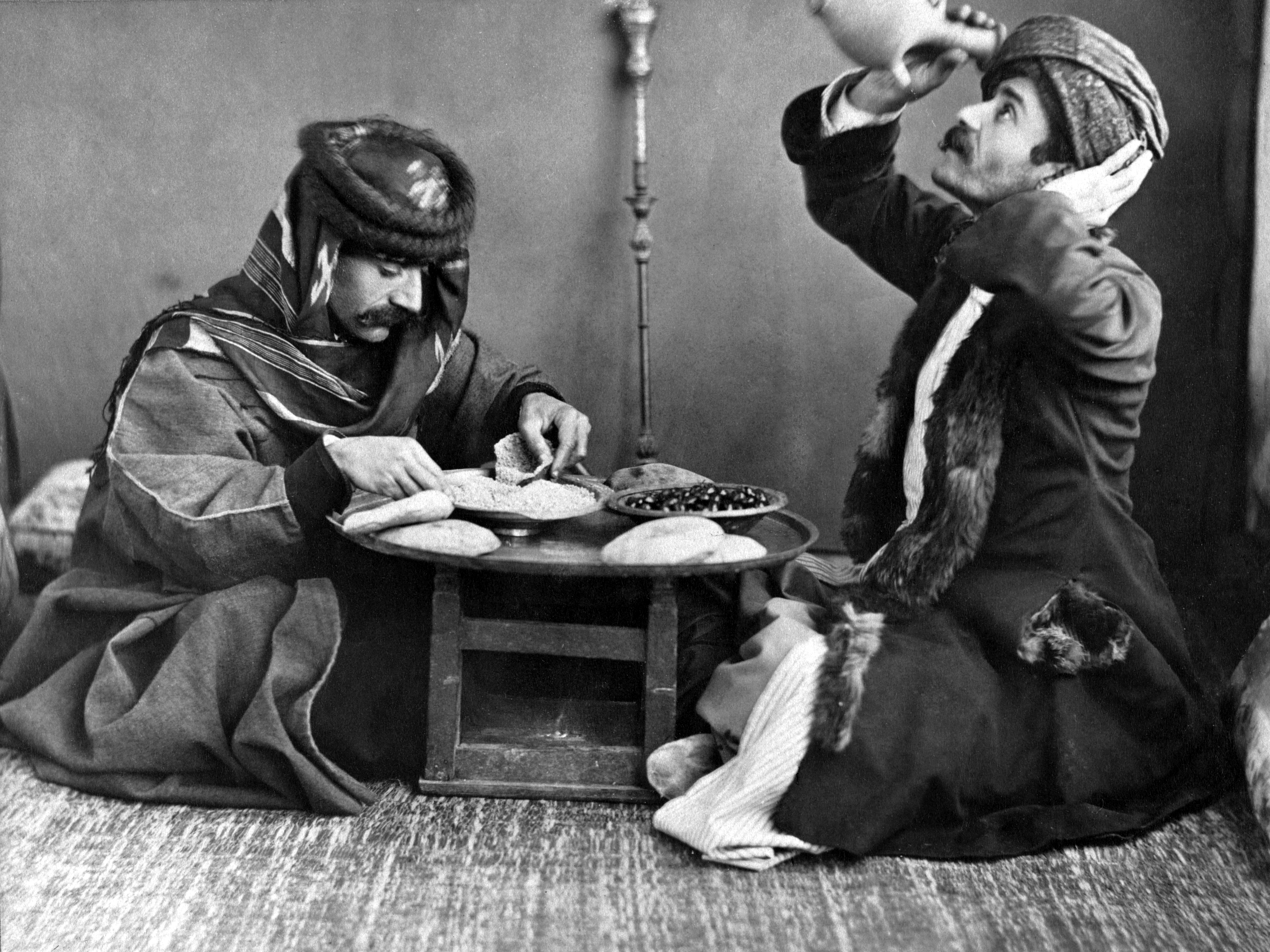
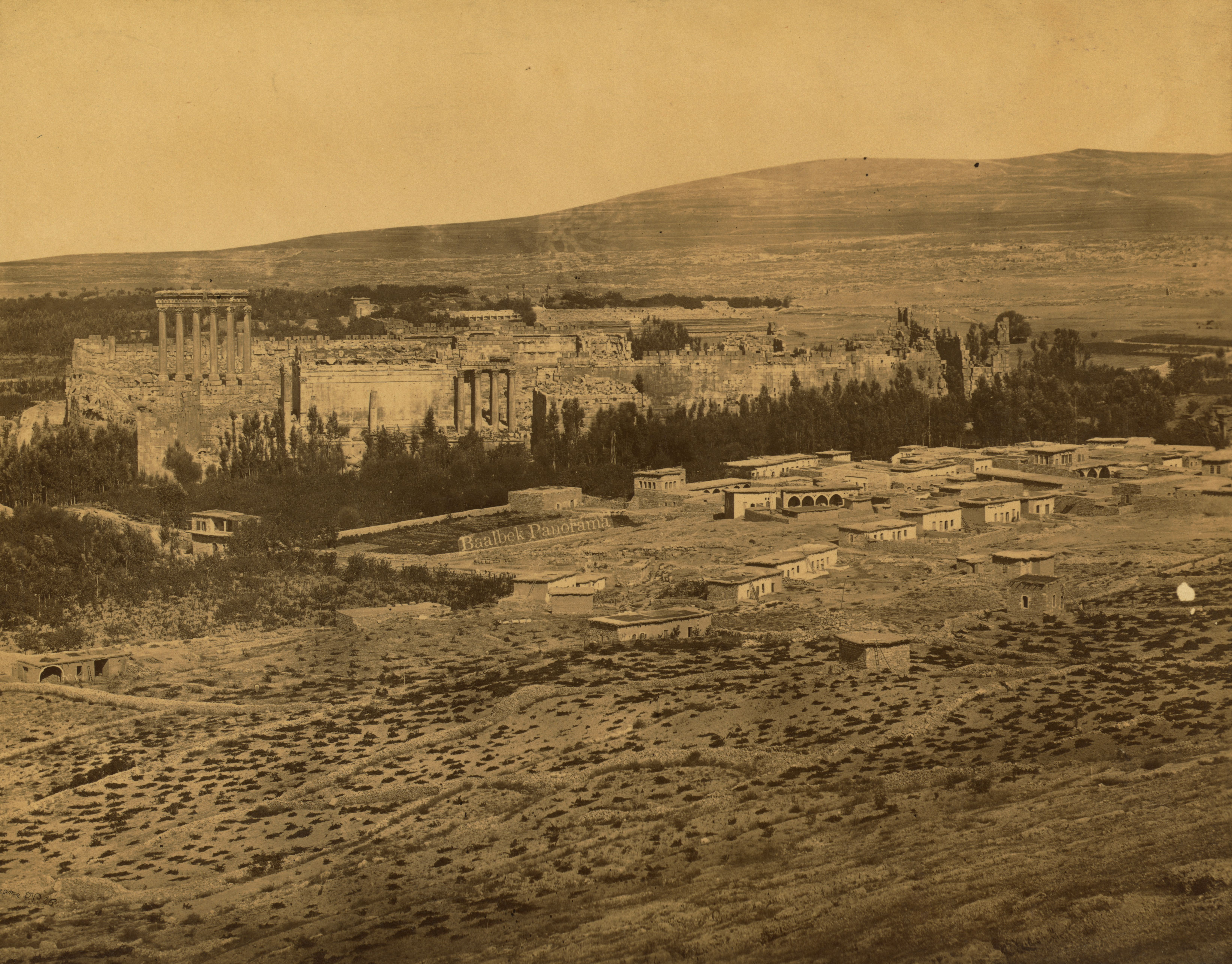
Zříceniny chrámu, Ba'labakk, asi 1880-1890